# Vila Nova do Sul
Vila Nova do Sul é um município brasileiro do estado do Rio Grande do Sul.

## História
- 1697 - É demarcada a Estância Jesuítica de São João abrangendo os atuais municípios de São Sepé, Vila Nova do Sul, Formigueiro e parte de Caçapava do Sul.
- 1846 - Resolução nº 66 de 6 de junho cria uma Capela com a invocação de Nossa Senhora da Conceição no distrito de São João (Freguesia de São Sepé).
- 1850 - Lei 201 de 7 de dezembro eleva à categoria de Freguesia a Capela de Nossa Senhora da Conceição, pertencente à Vila de Caçapava (Caçapava do Sul).
- 1876 - Lei 1029 de 29 de abril eleva à categoria de Vila e sede municipal a freguesia de São Sepé, com distritos: Sede, incluindo Vila Nova, então Freguesia de Nossa Senhora da Conceição (distrito de São João); Formigueiro; e Jazidas.
- 1938 - Lei nº 7199 de 31 de março, eleva a Vila de São Sepé a categoria de cidade.
- 1939 - Em 15 de março é formada a comissão pró-construção da Capela e pró-vilamento de São João.
- 1960 - Lei municipal de 3 de dezembro muda o 4º subdistrito de “Mata Grande” para o 4º distrito de “Vila Nova”.
- 1990 - Em 21 de abril é criada a Comissão Pró-Emancipação de Vila Nova.
- 1991 - Em 15 de novembro é realizado o plebiscito.
- 1992 - Lei 9610 de 20 de março cria o município de Vila Nova do Sul.
- 1992 - Em 3 de outubro é realizada a primeira eleição municipal.
- 1993 - Em 1 de janeiro assume a primeira administração municipal de Vila Nova do Sul.

## Geografia
Localiza-se a uma latitude 30º20'38" sul e a uma longitude 53º52'58" oeste, estando a uma altitude de 267 metros.
Possui uma Área de 508,278 km² ,sua População foi estimada em 2020 era de 4 277 habitantes, sua Densidade populacional é de 8,31 háb/km, seu nível de escolarização foi estipulado em
96,1%, seu Renda per capita foi estipulada em R$ 28.174,72 e seu nível de Mortalidade infantil em 20,00 óbitos por mil nascidos vivos.

## Clima
Vila Nova do Sul como todo estado do Rio Grande do Sul se localiza no clima temperado do sul com invernos frios e verões quentes. O município tem um regime de chuva entorno dos 1500 mm anualmente, alcançando marcas de até 40 °C no verão e de até -3 °C no inverno.
Devido a localização em um ponto elevado a cidade não sofre com inundações nem em época de El Niño. Já em épocas de seca o município sofre devido a produção agrícola que abastece a economia.
Precipitação mensal:
| Mês       | Chuva (mm) |
| Janeiro   | 130,2mm    |
| Fevereiro | 121,1mm    |
| Março     | 141,6mm    |
| Abril     | 136,0mm    |
| Maio      | 148,4mm    |
| Junho     | 154,7mm    |
| Julho     | 128,8mm    |
| Agosto    | 121,2mm    |
| Setembro  | 141,1mm    |
| Outubro   | 160,6mm    |
| Novembro  | 95,6mm     |
| Dezembro  | 105,5mm    |

## Política

### Prefeitos
- João Nolmir Seixas de Moraes - PDS- (1993 a 1996)
- Guido Coradini - PDT (1997 a 2000)
- João Nolmir Seixas de Moraes - PP (2001 a 2004)
- João Araí Goulart - DEM (2005 a 2008)
- Sérgio Coradini - PDT (2009 a 2012 e 2013 a 2016)
- José Luiz Camargo de Moura - MDB (2017 a 2020)
- Sérgio Coradini - PDT (2021 a 2024)
- José Luiz Camargo de Moura - MDB (2025 a 2028) - atual